# Pieve di Valsassina
La Valsassina o Pieve dei Santi Pietro e Paolo o Pieve di Primaluna (in latino: Plebis Valsassinensis o Plebis Sanctorum Petri et Pauli Valsassinensis o Plebis Sanctorum Petri et Pauli Primalunae) era il nome sia della più estesa pieve dell'Arcidiocesi di Milano sia di un'antica pieve civile del Ducato di Milano. Due le capopievi: Introbio per la parte civile, Primaluna per quella religiosa.
I patroni della Valsassina erano i Santi Pietro e Paolo, ai quali è ancora oggi dedicata la chiesa prepositurale di Primaluna.

## Storia
Il nome di "Comunità Generale della Valsassina" sappiamo che venne scelto nei secoli per convenzione in quanto le capopievi, Introbio e Primaluna, avevano giurisdizione anche sulla Valle Averara, sulla Val Taleggio e sulla Valtorta. Per diverso tempo essa fu feudo degli arcivescovi milanesi prima e dei Della Torre poi. L'intitolazione della pieve a tutta la Valsassina induce a pensare che la sede plebana non fosse originariamente a Primaluna.
Al 495 risale una lapide funeraria cristiana ritrovata a Cortabbio di Primaluna, reperto che lascia supporre la presenza di una chiesa matrice in Valsassina già nel V secolo.
All'inizio del XIII secolo il collegio canonicale di Primaluna comprendeva sei canonicati oltre al prevosto, con una cura d'anime di sette cappellanie. Per circa due secoli, i prevosti della pieve appartenevano alla famiglia dei Torriani.  Il prevosto di Primaluna, unico parroco della Valsassina, godeva anche del diritto di nomina dei cappellani delle chiese sottoposte alla sua giurisdizione plebana, convenzione che permase sino al XV secolo: nel 1406 fu eretta a parrocchia la chiesa di San Michele di Introbio, nel 1456 quella di Santa Margherita di Cusio e quella di Sant'Ambrogio di Ornica, nel 1472 quella di San Giovanni Battista di Mezzoldo, nel 1490 quella dei Santi Protaso e Gervaso di Cortenova, nel 1494 quella di San Pietro di Olda e quella di San Giovanni Battista di Sottochiesa e nel 1498 quella di San Martino di Indovero e Narro. Tutto ciò non fece altro che indebolire di fatto il potere di giurisdizione della pieve della Valsassina che iniziò una lenta ma inesorabile decadenza.
Col Rinascimento la pieve assunse anche una funzione amministrativa civile come ripartizione locale della Provincia del Ducato di Milano, al fine di ripartire i carichi fiscali e provvedere all'amministrazione della giustizia, sebbene sotto questi aspetti la valle fu omaggiata di varie esenzioni ed autonomie, atte a controbilanciare la difficile situazione economica della montagna. Se però la pieve ecclesiastica si mantenne inalterata nel tempo, la pieve civile fu tranciata di netto ad oriente dalla Pace di Lodi, che causò la perdita della Valtorta.
Fu solo all'epoca della visita pastorale di san Carlo Borromeo che la pieve riacquistò un certo vigore in quanto l'arcivescovo milanese rinnovò le antiche consuetudini di superiorità della capopieve di Primaluna sulle altre chiese della valle.
Con la sistemazione dei confini diocesani tra Bergamo e Milano voluti dall'imperatore Giuseppe II d'Asburgo, nel 1787 le undici parrocchie della pieve di Primaluna sottoposte a quel punto da più di tre secoli allo Stato Veneto furono staccate e passarono alla Diocesi di Bergamo: Santa Maria Assunta e Santa Brigida di Valtorta, San Giacomo di Averara, San Bartolomeo di Cassiglio, Santa Margherita di Cusio, Sant'Ambrogio di Ornica, San Giovanni Battista di Mezzoldo, Sant'Ambrogio di Pizzino, San Giovanni Battista di Sottochiesa, Santi Pietro e Paolo di Olda e San Giacomo di Peghera. Rimase legata a Primaluna la chiesa ambrosiana di Sant'Antonio Abate di Vedeseta. La pieve civile, oggetto di un estemporaneo progetto riformatore comasco dell'imperatore Giuseppe II, fu poi soppressa nel 1797 in seguito all'invasione di Napoleone e alla conseguente introduzione più moderni ma effimeri distretti.
A Parlasco solo nel 1930 la chiesa di Sant'Antonio Abate divenne parrocchia separata da Taceno. Dall'epoca post-tridentina, Primaluna divenne sede di un vicariato, e tale rimase sino ai decreti arcivescovili del 1972 che soppressero tutte le pievi lombarde. Primaluna divenne sede di un moderno decanato che comprende 33 parrocchie.

## Territorio
Nella seconda metà del XVIII secolo, il territorio della pieve era così suddiviso:
| Pieve civile                                                                                            | Pieve ecclesiastica                                                                 |
| Comune di Introbio                                                                                      | Parrocchia di Sant'Antonio Abate                                                    |
| Comune di Primaluna Comune di Barcone con Gerro Comune di Cortabbio Comune di Pessina Comune di Vimogno | Parrocchia prepositurale dei Santi Pietro e Paolo                                   |
| Comune di Barzio                                                                                        | Parrocchia di Sant'Alessandro                                                       |
| Comune di Casargo                                                                                       | Parrocchia di San Bernardino                                                        |
| Comune di Corte Nova                                                                                    | Parrocchia dei Santi Gervaso e Protaso                                              |
| Comune di Cremeno Comune di Cassina Comune di Concenedo                                                 | Parrocchia di San Giorgio martire                                                   |
| Comune di Margno Comune di Crandola con Vegno                                                           | Parrocchia di San Bartolomeo                                                        |
| Comune di Moggio                                                                                        | Parrocchia di San Francesco d'Assisi Parrocchia dei Santi Pietro e Paolo in Colmine |
| Comune di Narro con Indovero                                                                            | Parrocchia di San Martino                                                           |
| Comune di Pagnona                                                                                       | Parrocchia di Sant'Andrea                                                           |
| Comune di Pasturo Comune di Bajedo                                                                      | Parrocchia di Sant'Eusebio                                                          |
| Comune di Premana                                                                                       | Parrocchia di San Dionigi                                                           |
| Comune di Taceno Comune di Bindo Comune di Parlasco                                                     | Parrocchia di Santa Maria Assunta                                                   |
| Comune di Vendrogno                                                                                     | --                                                                                  |
| Comune di Perledo                                                                                       | --                                                                                  |
| Comune di Esino Superiore Comune di Esino Inferiore                                                     | --                                                                                  |
| -- | Parrocchia di Sant'Antonio abate                                                    |